# Eutocio
Eutocio de Ascalón (c. 480 - c. 540) fue un matemático griego que vivió en la primera era bizantina.

## Biografía
Se conoce poco de su vida. Nació en Ascalón hacia el año 480 y muy probablemente fue discípulo de Amonio de Hermia en Alejandría, tal y como se puede deducir de una frase suya en el comentario al tratado de Arquímedes Sobre la esfera y el cilindro. Se cree que murió en torno al año 540.
No se conocen resultados originales de Eutocio aunque es improbable que los haya obtenido. De él se conservan comentarios a los cuatro libros de las Cónicas de Apolonio de Perge y a las obras de Arquímedes, Sobre el equilibrio de la figura plana, Sobre la esfera y el cilindro y Sobre la medida del círculo.
También le ha sido atribuida una introducción al primer libro del Almagesto de Ptolomeo, añadida anónimamente y que se ocupa esencialmente de las operaciones aritméticas.
Los comentarios de Eutocio constituyen una fuente importante que aclara aspectos desconocidos de la historia de la matemática griega. En particular, el comentario a la obra de Arquímedes Sobre la esfera y el cilindro contiene una preciada reseña de antiguas soluciones al problema de la duplicación del cubo.